# 周蘇紅
周 蘇紅（しゅうそこう、Suhong Zhou、1979年4月23日 - ）は、中華人民共和国の元女子バレーボール選手。

## 来歴・人物
江蘇省蘇州出身。11歳の時、浙江省長興県少年体育学校に入学し、バレーボールを始めた。1999年に代表に初選出され、同年のワールドカップではリベロとして出場。その後はライトプレーヤーとして中国の中心選手へと成長。2003ワールドカップでは金メダルを獲得し、翌年のアテネ五輪でも頂点に輝いた。中国代表では高速コンビバレーと守備の中心であり、攻撃でもダブルブロードなどが得意である。
2007年にはセッターの馮坤が離脱したことから代表のキャプテンを務め、中国国際、モントルーバレーマスターズ、エリツィン杯で優勝した。2008年の北京オリンピックで銅メダルを獲得後は代表を離れるが、2010世界選手権で2年ぶりに代表に復帰。同年のアジア大会で金メダルを獲得後、再び代表を引退した。

## 球歴
- 2001年 ワールドグランドチャンピオンズカップ（金メダル）
- 2002年 世界選手権（4位）
- 2002年 アジア大会（金メダル）
- 2003年 ワールドカップ（金メダル）
- 2004年 アテネオリンピック（金メダル）
- 2005年 ワールドグランドチャンピオンズカップ（銅メダル）
- 2006年 アジア大会（金メダル）
- 2008年 北京オリンピック（銅メダル）
- 2010年 アジア大会（金メダル）

## 所属クラブ
- 浙江開元集団 （1996-2009、2010年）
- 広州恒大 （2009-2010年）
- 浙江開元集団 （2011-2013年）